# 131-й окремий розвідувальний батальйон (Україна)
131-й окремий розвідувальний батальйон імені полковника Євгена Коновальця (131 ОРБ, в/ч А1445) — підрозділ військової розвідки України, який за організаційно-штатною структурою входить до складу Сухопутних військ України.

## Історія
131-й батальйон був переважно сформований з добровольців, а діяв переважно на Південному та Маріупольському напрямку (квітень 2015 — березень 2016 р.р.). Брав участь у визволенні від бойовиків Широкиного, Павлополя, Пищевика.
З початку повномасштабного вторгнення батальон брав активну участь у обороні Миколаєва, Запоріжжя та Херсона виконуючи оборонні, штурмові, розвідувальні та інші спеціальні задачі які стоять перед підрозділами військової розвідки.
10 листопада 2022 року батальйон звільнив місто Снігурівка у Миколаївській області.
1 жовтня 2023 року 131-му окремому розвідувальному батальйону Сухопутних військ ЗСУ присвоєно почесне найменування «імені полковника Євгена Коновальця».

## Структура[5]
- 1-ша розвідувальна рота
- 2-га розвідувальна рота
- Рота далекої розвідки
- Рота безпілотної авіації
- Рота вогневої підтримки
- Взвод технічного обслуговування
- Взвод матеріального забезпечення
- Взвод охорони та обслуговування
- Медичний центр

## Оснащення
- DJI Mavic[6]

## Командування
- (2022 — по сьогодні) підполковник Калембет Дмитро Сергійович[7][8][9]

## Символіка
На нарукавному батальйону в червоно-чорному щиті зі срібним перев'язом зображено костурний хрест, що є в родових гербах українського лицарства XIV—XVI ст. Над щитом розташовано червону стрічку з гаслом чорними літерами «ЗАВЖДИ ПОПЕРЕДУ».

## Втрати

### 2015
- капітан Ігор Єлісєєв, 5 червня 2015, Володарське
- сержант Володимир Милосердов, 20 червня 2015
- старший солдат Андрій Назаренко, 20 червня 2015
- солдат Станіслав Рижов, 18 липня 2015
- старший солдат Артем Носенко, 15 грудня 2015

### 2016
- старший солдат Роман Василенко, 10 лютого 2016
- старшина Анатолій Ковальський, 7 липня 2016
- молодший сержант Микола Яблонський, 7 липня 2016
- старший солдат Микола Жулинський, 30 серпня 2016
- старший солдат Суприкін Олег Олегович; Малинове Станично-Луганського району, 11 листопада 2016[11].

### 2017
- сержант Майборода Денис Анатолійович, 30 квітня 2017
- старший солдат Корнелюк Павло Володимирович, 13 грудня 2017

### 2018
- молодший сержант Панін Віктор В'ячеславович, 21 лютого 2018[12]

### 2020
- молодший сержант Солтис Віктор Миколайович, 10 березня 2020[13].
- молодший сержант Ведешин Андрій Олександрович, 10 березня 2020[14].
- молодший сержант Пережогін Ілля Миколайович, 10 березня 2020[15][16].

### 2021
- старший солдат Гранецька Ольга Леонідівна 14 травня 2021.
- молодший сержант Аксьонов Олександр Васильович, 23 серпня 2021.

### 2022
- капітан Гутнік Вадим Святославович, 26 липня 2022.
- лейтенант Стариченко Даніл Юрійович, 10 вересня 2022.

### 2023
- 6 вересня 2023 — Орлов Андрій Ігорович («Сармат»), старший сержант, командир групи "Браво", Герой України (прижиттєво) 1

### 2024
- старший солдат Криштоф Іван Ігорович, 29 липня 2024 р. 1
- 26 вересня 2024 — старший солдат Вітковський Іван Павлович («Корн») [17]
- 26 вересня 2024 року - Гнатенко Євген Борисович.
- 26 вересня 2024 - Анатолій Чепурний, 40 років. Загинув в результаті авіаційного та ракетного удару в районі Райгородку на Донеччині. До червня 2025 року вважався зниклим безвісти[18].